# Хаммельбург (концентрационный лагерь)
Oflag 62 — офлаг (лагерь) нацистской Германии, предназначенный для содержания пленных офицеров Красной армии в период 1941—1945 годов. Первоначально носил название Oflag XIII D. Располагался на территории полигона Хаммельбург в Нижней Франконии к северу от Вюрцбурга, Германия. 

## История
За время Великой Отечественной войны в лагере было зарегистрировано более 18 000 советских офицеров.
Представителями абвера и военно-исторического отдела ОКВ в лагере был создан Военно-исторический кабинет, который возглавлял полковник Захаров. Членами кабинета являлись бывшие старшие офицеры Красной армии. Им было предложено описать историю разгрома  своей воинской части, указать ошибки советской и немецкой стороны, допущенные в ходе боев. Так, в офлаге Хаммельбург комбриг М. В. Богданов – командующий артиллерией 8-го стрелкового корпуса, попавший в плен 10 августа 1941 года под Уманью, написал историю этого корпуса и обобщил всё написанное о боевых действиях Юго-Западного фронта в июне–августе 1941 года. В работе этой аналитической группы принимали участие комбриг А. Н. Севастьянов — начальник артиллерии 226-й стрелковой дивизии, полковник Н. С. Шатов — зам. начальника артиллерии 56-й армии, подполковник  Г. С. Васильев — начальник 3-го топографического отдела штаба 6-й армии и др.
С июня 1942 года всех пленных офицеров Красной армии от младшего лейтенанта до полковника включительно, имевших гражданские специальности, стали отправлять на работу в военную промышленность. Из Офлага 62 многих офицеров отправляли на авиазаводы «Мессершмитт» в Регенсбурге.

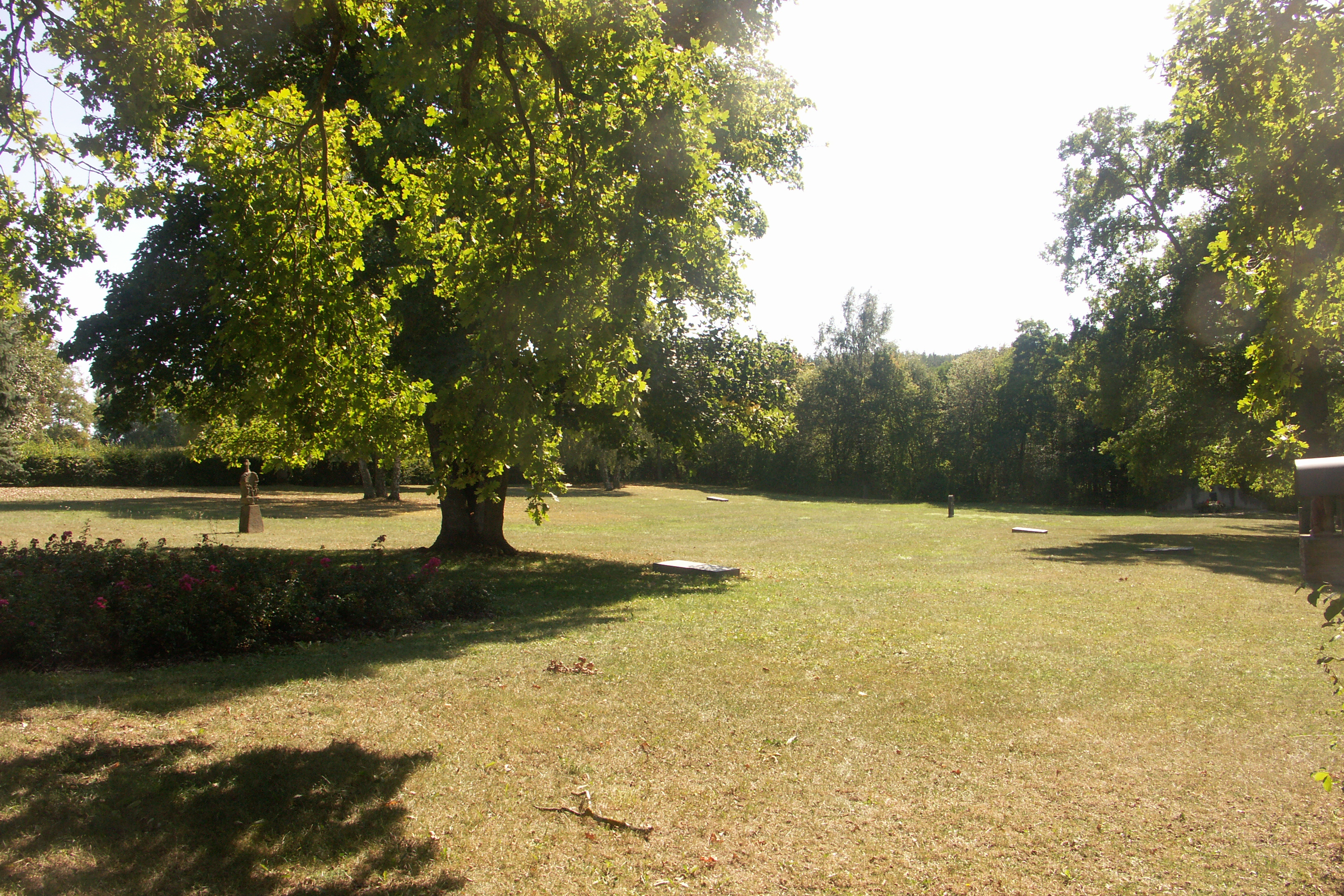
Кладбище лагеря Хаммельбург

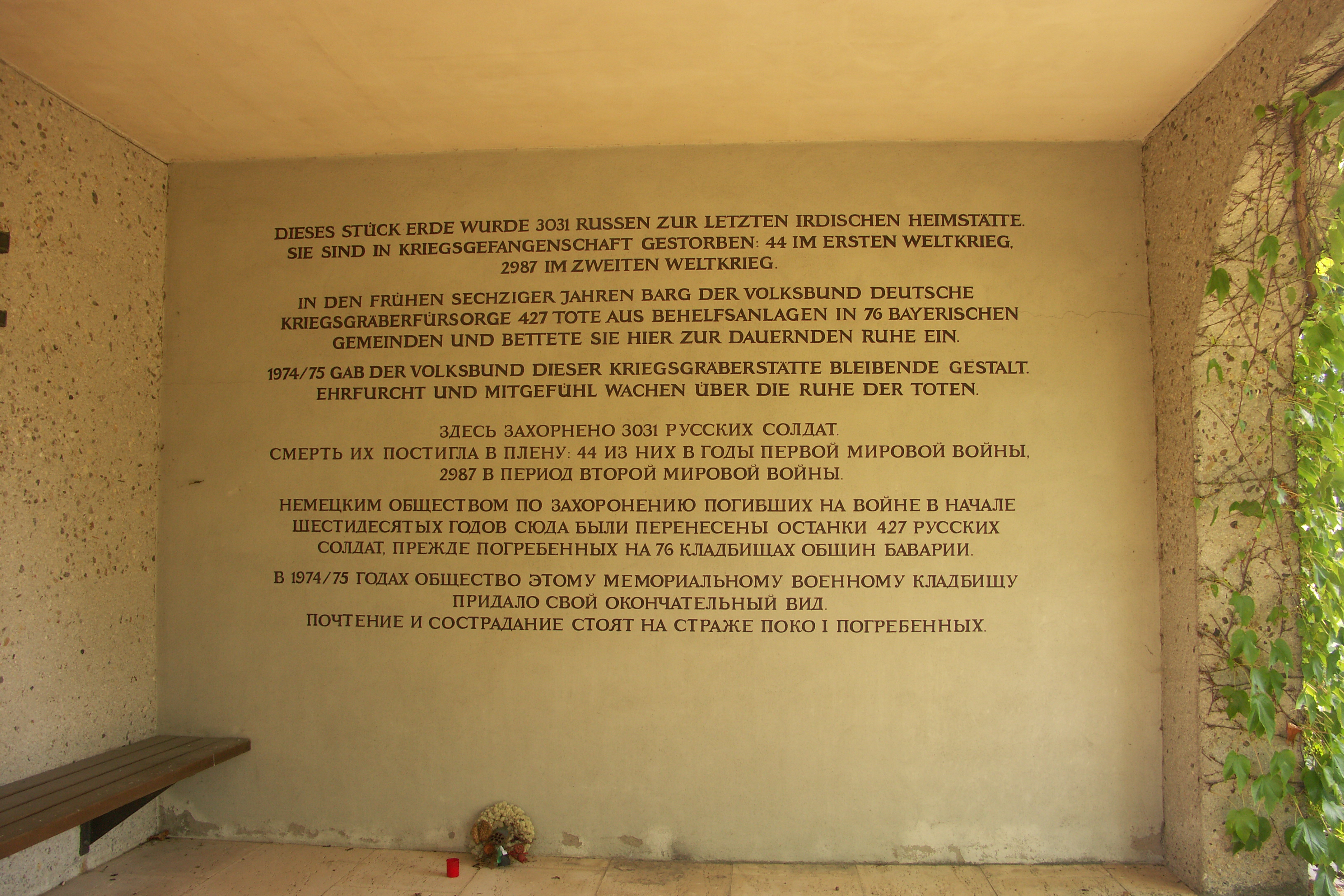
Памятная стена

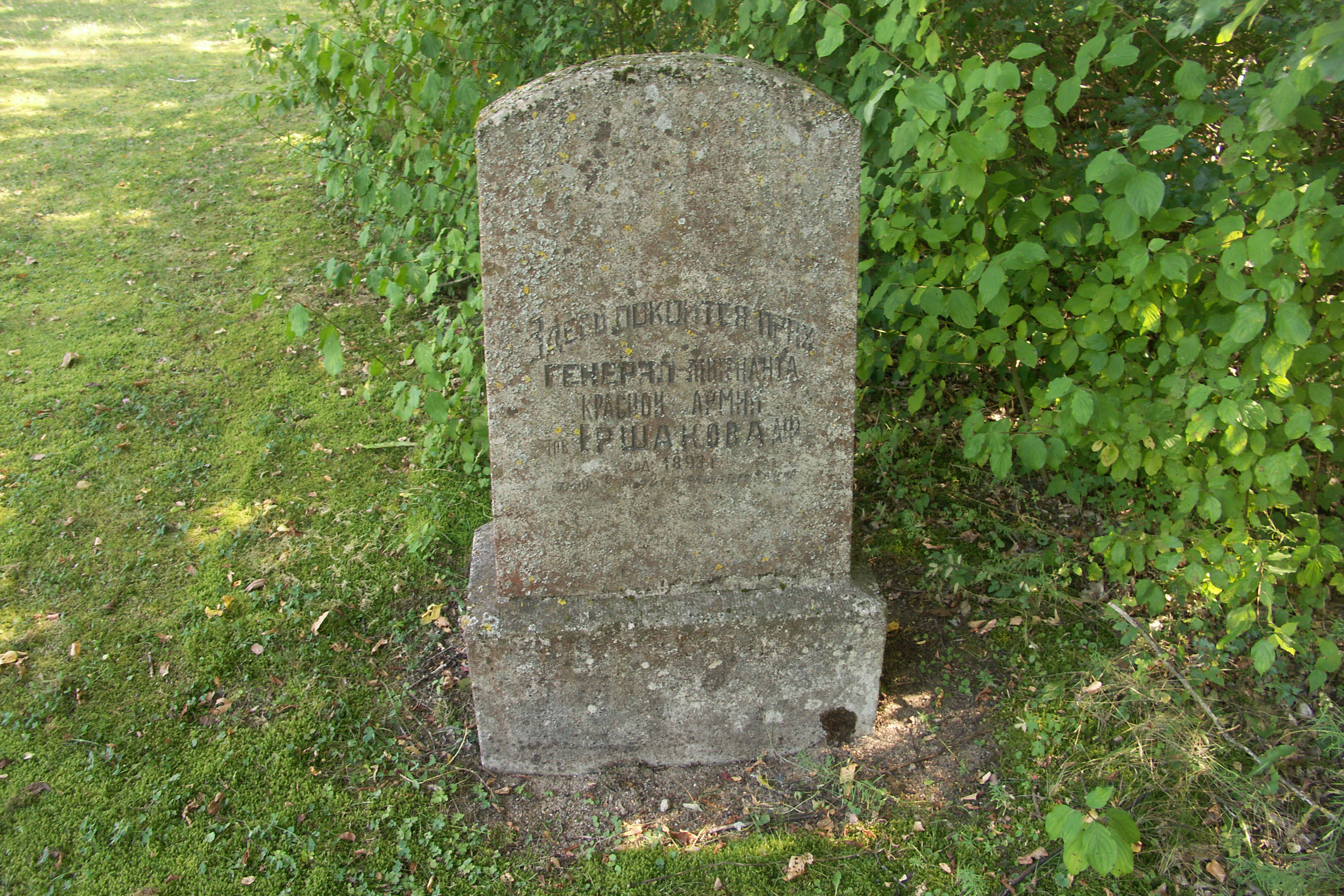
Могила командующего 20-й армией генерал-лейтенанта Ф. А. Ершаковa, погибшего в лагере

## Известные узники
- генерал-лейтенант Ф. А. Ершаков (погиб в лагере в 1942 году)
- генерал-лейтенант инженерных войск Д. М. Карбышев (переведён в другой лагерь, умер в Маутхаузене в 1945 году)
- генерал-лейтенант И. Н. Музыченко (освобождён в 1945 году)
- генерал-майор Г. М. Зусманович (переведён в другой лагерь, умер в Освенциме в 1944 году)
- генерал-майор А. Д. Кулешов (переведён в концлагерь Флоссенбюрг, убит там в июле 1944 года)
- генерал-майор И. С. Никитин (расстрелян в апреле 1942 года)
- генерал-майор П. Г. Новиков (переведён в концлагерь Флоссенбюрг, убит там зимой 1944 года)
- генерал-майор М. И. Потапов (переведён в другой лагерь, освобождён в 1945 году)
- генерал-майор И. А. Пресняков (переведён в другой лагерь, расстрелян в Флоссенбюрге в январе 1943 года)[2]
- генерал-майор В. И. Прохоров (переведён в концлагерь Флоссенбюрг, убит там в октябре 1943 года)
- генерал-майор М. Т. Романов (умер от ран в лагере в 1941 году)
- генерал-майор Ф. И. Трухин (повешен в Москве в 1946 году)
- генерал-майор И .А. Благовещенский (повешен в Москве в 1946 году)[1]
- генерал-майор Д. Е. Закутный (повешен в Москве в 1946 году)[1]
- генерал-майор Е. Е.&А. Е.&Егоров (расстрелян в Москве в 1950 году)[1]
- полковник И. Е.&Я. Е.&Бартенев, командир 53-й стрелковой дивизии[3]
- полковник А. Е.&И. Е.&Старунин, командир 191-й стрелковой дивизии (доставлен в лагерь 20 апреля 1942 года, дальнейшая судьба неизвестна)
- подполковник В. Е.&М. Е.&Русецкий, командир 160-й стрелковой дивизии (погиб 15 ноября 1943 года в лагере Флоссенбюрг)[4]
- майор П. Е.&М. Е.&Гаврилов (освобождён в 1945 году)
- капитан И. Е.&Н. Е.&Зубачёв (умер от туберкулёза в лагере в 1944 году)
- ст. лейтенант Г. Н. Васюра (освобождён немцами в 1942 году, стал карателем, руководил сожжением Хатыни, расстрелян в Минске в 1987 году)
- ст. лейтенант С. Д. Иванов (погиб в 1942 году)
- мл. лейтенант В. Е.&А. Е.&Мелешко (освобождён немцами в 1942 году, стал карателем, принимал участие в сожжении Хатыни, расстрелян в Минске в 1975 году)